# Gō Soeda
Gō Soeda (japanisch 添田 豪 Soeda Gō; * 5. September 1984 in Fujisawa, Präfektur Kanagawa) ist ein japanischer Tennisspieler.

## Leben und Karriere

### Juniorenkarriere
Als Junior nahm Gō Soeda seit 1998 an internationalen Turnieren teil. Sein erfolgreichstes Jahr war 2002, als er ein Turnier in Malaysia gewann und zudem in Japan ein Finale erreichte. In der Junioren-Weltrangliste stieg er in dieser Zeit bis auf Rang 20.
Im September 2001 trat Gō Soeda mit einer Wildcard erstmals bei einem Future-Turnier an und konnte dort sogleich seine ersten Weltranglisten-Punkte sammeln. In den folgenden Jahren spielte Soeda fast ausschließlich Future-Turniere und arbeitete sich so in der Weltrangliste langsam nach oben. 2004 konnte er erstmals das Viertelfinale eines Challenger-Turniers erreichen und stieg daraufhin in die Top 500 der Weltrangliste auf.
Im Jahr 2005 stand Gō Soeda zum ersten Mal im Finale eines Future-Turniers, und im Juli 2005 gewann er dann in Tokio seinen ersten Future-Titel. Daraufhin wurde er erstmals für die japanische Davis-Cup-Mannschaft nominiert und steuerte zum 4:1-Sieg über Thailand einen Einzelsieg über Sanchai Ratiwatana bei. Seitdem spielt er regelmäßig für Japan und hat mit 16:5 eine positive Bilanz. Im September 2005 konnte sich Soeda in Ho-Chi-Minh-Stadt erstmals für ein ATP-Turnier qualifizieren, scheiterte jedoch in der ersten Hauptrunde in einem knappen Dreisatzmatch am Top-10-Spieler Mariano Puerta. Nur eine Woche später gelang ihm in Tokio erneut die Qualifikation, doch wieder war gegen den Top-100-Spieler Rainer Schüttler nach drei Sätzen in der ersten Hauptrunde Endstation. Im November 2005 konnte er noch ein weiteres Future-Turnier gewinnen und beendete das Jahr auf Rang 302 der Weltrangliste. Auch im Jahr 2006 konnte sich Gō Soeda weiter verbessern: Er erreichte zwei Future-Finals, von denen er eines gewann. Auf der Challenger Tour stand er in Aptos erstmals in einem Finale, unterlag dort jedoch Alex Kuznetsov. Zudem erreichte er ein weiteres Halbfinale sowie zahlreiche Viertelfinals. Auf der ATP Tour konnte er in diesem Jahr bei zwei Turnierteilnahmen weiterhin keinen Matchgewinn verbuchen. Auch bei den Qualifikationen für Grand-Slam-Turniere kam er nicht über die zweite Qualifikationsrunde hinaus. Dennoch stieg er aufgrund der Challenger-Erfolge in der Weltrangliste in die Top 200 ein. Zum Jahresende konnte Soeda zudem bei den Asienspielen in Doha die Bronzemedaille im Einzel sowie die Silbermedaille mit der Mannschaft gewinnen. Im Januar 2007 bekam Gō Soeda für die Australian Open eine Wildcard, verlor jedoch bei seinem Grand-Slam-Debüt glatt in drei Sätzen gegen den an Position 9 gesetzten Mario Ančić. Sowohl in Wimbledon als auch bei den US Open scheiterte er jeweils in der dritten Qualifikationsrunde, bei zwei weiteren ATP-Turnierteilnahmen schied er in der ersten Runde aus. Dafür konnte er im August 2007 in Manta durch einen Sieg über Eduardo Schwank seinen ersten Challenger-Titel gewinnen. Im November 2007 erreichte er in Brisbane ein weiteres Challenger-Finale, das er jedoch gegen Joseph Sirianni verlor.
Das Jahr 2008 wurde für Gō Soeda das bis dahin erfolgreichste seiner Karriere: Er gewann im Jahresverlauf in Kyōto (gegen Matthias Bachinger), Busan, Neu-Delhi (beide gegen Lu Yen-hsun) und Toyota (gegen Lee Hyung-taik) insgesamt vier Challenger-Titel, und erreichte in Yokohama noch ein weiteres Finale. Damit war er einer der erfolgreichsten Challenger-Spieler in diesem Jahr. Zudem gewann er in Peking gegen den mit einer Wildcard gestarteten Bai Yan zum ersten Mal ein Match auf ATP-Ebene. Durch diese Erfolge stieg er bis zum Jahresende bis auf Rang 114 der Weltrangliste. 2009 konnte Gō Soeda jedoch nicht an die Erfolge des Vorjahres anknüpfen: Er versuchte wiederholt, sich für ATP-Turniere zu qualifizieren, schaffte jedoch nur in einem von neun Versuchen den Sprung ins Hauptfeld, wo er dann sogleich ausschied. Seinen einzigen Titel in diesem Jahr gewann er im Oktober 2009 beim Challenger-Turnier in Tiburon, wo er Ilija Bozoljac besiegte. In der Weltrangliste fiel er dadurch bis auf Rang 241 zurück. Das Jahr 2010 wurde dann wieder erfolgreicher für Soeda: Zunächst gewann er im März 2010 zwei aufeinander folgende Future-Turniere, und anschließend im Mai 2010 in Manta durch einen Sieg über Ryler DeHeart seinen mittlerweile siebten Challenger-Titel. Im weiteren Jahresverlauf erreichte er noch ein weiteres Challenger-Finale in Nottingham sowie mehrere Halbfinals. Zudem gelang ihm in Wimbledon erstmals die Qualifikation für ein Grand-Slam-Turnier. Er verlor jedoch in der ersten Hauptrunde glatt gegen Martin Fischer. In Newport erreichte er durch einen Sieg über den Top-100-Spieler Taylor Dent zum zweiten Mal in seiner Karriere die zweite Runde eines ATP-Turniers. In der Weltrangliste konnte er sich in diesem Jahr wieder um über 100 Plätze verbessern und belegte dabei im September 2010 mit Rang 104 die bislang beste Platzierung seiner Karriere. Im November 2010 gewann Soeda bei den Asienspielen in Guangzhou wie schon vier Jahre zuvor die Bronzemedaille. Auch mit der Mannschaft sicherte er sich Bronze. Das Jahr 2011 begann für Gō Soeda mit zwei Challenger-Halbfinalteilnahmen in Singapur und Kyōto. Nachdem er im März 2011 in Pingguo durch einen Sieg über Matthias Bachinger seinen achten Challenger-Titel gewonnen hatte, stieg er dann erstmals in seiner Karriere in die Top 100 der Weltrangliste ein. Er fiel zwar nur kurz danach wieder im Ranking zurück, war aber dennoch im Mai 2011 bei den French Open direkt qualifiziert. Dort verlor er jedoch in der ersten Runde in drei Sätzen gegen den an Position 12 gesetzten Michail Juschny. Nachdem Soeda im Juni 2011 beim ATP-Turnier im Londoner Queen’s Club in der ersten Runde gegen Radek Štěpánek ausgeschieden war, konnte er sich anschließend wie schon im Vorjahr für Wimbledon qualifizieren. Gegen den an Position 12 gesetzten späteren Halbfinalisten Jo-Wilfried Tsonga war aber erneut in der ersten Hauptrunde Endstation. Ende Juli 2011 gewann Soeda in Wuhai durch einen Sieg über Raven Klaasen seinen zweiten Challenger-Titel in diesem Jahr. Einen Monat später schaffte Soeda auch bei den US Open die Qualifikation fürs Hauptfeld, war dort jedoch in der ersten Runde chancenlos gegen Kevin Anderson. Beim anschließenden Turnier in Bangkok konnte Soeda als Qualifikant erstmals zwei aufeinander folgende ATP-Matches gewinnen, unter anderem gegen den Top-100-Spieler Karol Beck. Im Viertelfinale verlor er dann aber glatt gegen den späteren Finalisten Donald Young.
Anfang 2012 konnte Gō Soeda seinen bislang größten Erfolg feiern: Beim ATP-Turnier in Chennai besiegte er als Qualifikant unter anderem die beiden Top-50-Spieler Ivan Dodig und Stan Wawrinka und erreichte dadurch zum ersten Mal in seiner Karriere ein ATP-Halbfinale. Dort schied er dann jedoch in zwei Sätzen gegen den topgesetzten Janko Tipsarević aus. Bei den Australian Open verpasste Soeda die Qualifikation, er reiste jedoch sofort weiter nach Honolulu, wo er durch einen Finalsieg über Robby Ginepri seinen mittlerweile zehnten Challenger-Titel gewann. Im März 2012 erreichte Soeda zwei weitere Challenger-Finals: In Singapur unterlag er dem topgesetzten Lu Yen-hsun, in Pingguo hingegen konnte er mit einem Finalsieg über Malek Jaziri seinen Titel aus dem Vorjahr verteidigen. Durch die jüngsten Erfolge gelang ihm der Wiedereinstieg in die Top 100 und er konnte mit Rang 67 seine bislang beste Platzierung erreichen. Im April 2012 folgte in Kaohsiung durch einen deutlichen Finalsieg über Tatsuma Itō der dritte Challenger-Titel des Jahres. Bei den Olympischen Spielen scheiterte er in der ersten Runde des Einzelwettbewerbs an Marcos Baghdatis. Im Doppel verlor er mit Kei Nishikori ebenfalls in der Auftaktrunde. Mit der japanischen Davis-Cup-Mannschaft verpasste er zum Jahresende in der Relegationspartie gegen Israel nach einer 2:3-Niederlage den Aufstieg in die Weltgruppe. 2013 sicherte sich Soeda zum Saisonauftakt in Maui seinen 13. Challenger-Titel. Als topgesetzter Spieler erreichte er ohne Satzverlust das Finale, in dem er auch Mischa Zverev in zwei Sätzen besiegte. Bei den Australian Open erreichte er die zweite Runde. Im Davis Cup gelang Japan kurz darauf gegen Indonesien ein ungefährdeter 5:0-Auftakterfolg, bei dem Soeda in einem Einzel zum Einsatz kam. Auch in der anschließenden Partie gegen Südkorea setzte sich Japan durch, die Begegnung endete 3:2. Soeda gewann dabei sein erstes und verlor sein zweites Einzel. Auf der Challenger Tour und der World Tour musste er sowohl im Vorfeld als auch danach mehrere frühe Ausscheiden hinnehmen. Erst in Wimbledon gelangen ihm mit der erfolgreichen Qualifikation nochmal mehrere Siege bei einem Turnier, er erreichte schließlich die zweite Runde. Bei den US Open qualifizierte er sich ebenfalls für das Hauptfeld. Direkt nach den US Open fand die Relegation des Davis Cups statt, in der Japan auf Kolumbien traf. Wie schon gegen Südkorea gelang den Japanern ein 3:2-Erfolg, sodass sie in die Weltgruppe aufstiegen. Soeda wies in der Begegnung erneut eine Bilanz von einem Sieg und einer Niederlage auf, er gewann dabei die entscheidende fünfte Partie gegen Alejandro Falla.
Zu Beginn der Saison 2014 gelang Japan unter Soedas Beteiligung im Davis Cup ein 4:1-Auftaktsieg gegen Kanada. Erst im Mai kam es zu einem ersten Saisonhöhepunkt, als Soeda das Challenger-Turnier in Busan gewann. Im Finale bezwang er Wang Yeu-tzuoo mit 6:3 und 7:6 (7:5). Einen Monat darauf gewann er auch das Challenger-Turnier in Nanchang, nachdem er im Finale Blaž Kavčič mit 6:3, 2:6 und 7:6 (7:3) besiegt hatte. Seinen dritten Saisontitel auf der Challenger Tour gewann er schließlich in Toyota, wo er sich im Finale zwischen den beiden topgesetzten Spielern gegen seinen Landsmann Tatsuma Itō mit 6:4 und 7:5. durchsetzte. Auf der World Tour erzielte Soeda im Saisonverlauf keine nennenswerten Erfolge. 2015 erreichte er bei den Australian Open wie schon zwei Jahre zuvor die zweite Runde. Im Davis Cup kam Soeda in der Auftaktpartie der Weltgruppe zum Einsatz, in der Japan erneut auf Kanada traf, dieses Mal aber mit 2:3 unterlag. Soeda verlor dabei seine Partie gegen Vasek Pospisil glatt in drei Sätzen. Im Mai gewann Soeda das Challenger-Turnier in Seoul. Mit 3:6, 6:3 und 6:3 sicherte er sich gegen Chung Hyeon den Finalsieg und den 17. Titelgewinn auf der Challenger Tour. Die übrige Saison verlief wiederum recht erfolglos, lediglich in Yokohama erreichte er nochmals ein Challenger-Finale. Die Saison 2016 begann mit dem Finaleinzug beim Challenger-Turnier in Bangkok vielversprechend, bis Juli schied Soeda jedoch bei allen Turnierteilnahmen früh aus. Erst beim Challenger in Winnipeg erreichte er wieder ein Endspiel, das er gegen Blaž Kavčič mit 6:7 (4:7), 6:4 und 6:2 für sich entschied. Einen Monat später stand er in Bangkok beim Challenger-Turnier erneut im Finale Blaž Kavčič gegenüber, musste aber beim Stand von 0:6 und 0:1 verletzt aufgeben. Ein weiteres Challenger-Finale erreichte er in Ho-Chi-Minh-Stadt und unterlag in diesem Jordan Thompson in drei Sätzen.
2017 erreichte Soeda nur das Challenger-Finale in Busan, wo er gegen Vasek Pospisil das Nachsehen hatte. In der Relegationsbegegnung gegen Brasilien wurde er im September nochmals für den Davis Cup nominiert. Dort kam er in einem Einzel zum Einsatz und traf in diesem auf Thiago Monteiro, den er in fünf Sätzen besiegte. Japan gewann die Partie mit 3:1. Auf der World Tour stand er nur dreimal in einem Hauptfeld, darunter bei den Australian Open, und verlor sämtliche Spiele. In der Saison 2018 gelangen Soeda keine nennenswerte Erfolge. Auf Challenger-Ebene erreichte er nur einige Halbfinals, während er auf der World Tour nahm er nur an einem Turnier in der Qualifikation teilnahm. Nach vier Halbfinalteilnahmen erreichte Soeda in der Saison 2019 erst im September in Jinan wieder ein Challenger-Finale. Mit 5:7, 6:2 und 4:6 unterlag er dort Zhang Zhizhen. Auf der ATP Tour erhielt er im Oktober in Tokio eine Wildcard für das Hauptfeld und gewann seine Auftaktpartie gegen Jan-Lennard Struff. In der zweiten Runde traf er auf den topgesetzten Novak Đoković, der die Partie in zwei Sätzen gewann. 2020 qualifizierte sich Soeda im Februar in New York City erstmals wieder aus eigener Kraft für ein Hauptfeld auf der ATP Tour, kam jedoch nicht über die erste Runde hinaus. Im März wurde er für die Davis-Cup-Begegnung gegen Ecuador nominiert, die mit 0:3 verloren ging. Soeda verlor die erste Partie der Begegnung gegen Emilio Gómez in zwei Sätzen.

## Erfolge
| Legende (Anzahl der Siege)  |
| Grand Slam                  |
| ATP World Tour Finals       |
| ATP World Tour Masters 1000 |
| ATP World Tour 500          |
| ATP World Tour 250          |
| ATP Challenger Tour (19)    |

### Einzel

#### Turniersiege
| Nr. | Datum             | Turnier     | Belag       | Finalgegner        | Ergebnis        |
| --- | ----------------- | ----------- | ----------- | ------------------ | --------------- |
| 1.  | 18. August 2007   | Manta (1)   | Hartplatz   | Eduardo Schwank    | 6:4, 6:2        |
| 2.  | 9. März 2008      | Kyōto       | Teppich (i) | Matthias Bachinger | 7:60, 2:6, 6:4  |
| 3.  | 20. April 2008    | Busan (1)   | Hartplatz   | Lu Yen-hsun        | 6:2, 0:0 aufgg. |
| 4.  | 24. Mai 2008      | Neu-Delhi   | Hartplatz   | Lu Yen-hsun        | 6:3, 3:6, 6:4   |
| 5.  | 30. November 2008 | Toyota (1)  | Teppich (i) | Lee Hyung-taik     | 6:2, 7:67       |
| 6.  | 18. Oktober 2009  | Tiburon     | Hartplatz   | Ilija Bozoljac     | 3:6, 6:3, 6:2   |
| 7.  | 1. Mai 2010       | Manta (2)   | Hartplatz   | Ryler DeHeart      | 7:65, 6:2       |
| 8.  | 27. März 2011     | Pingguo (1) | Hartplatz   | Matthias Bachinger | 6:4, 7:5        |
| 9.  | 31. Juli 2011     | Wuhai       | Hartplatz   | Raven Klaasen      | 7:5, 6:4        |
| 10. | 29. Januar 2012   | Honolulu    | Hartplatz   | Robby Ginepri      | 6:3, 7:65       |
| 11. | 17. März 2012     | Pingguo (2) | Hartplatz   | Malek Jaziri       | 6:1, 3:6, 7:5   |
| 12. | 29. April 2012    | Kaohsiung   | Hartplatz   | Tatsuma Itō        | 6:3, 6:0        |
| 13. | 27. Januar 2013   | Maui        | Hartplatz   | Mischa Zverev      | 7:5, 7:5        |
| 14. | 18. Mai 2014      | Busan (2)   | Hartplatz   | Wang Yeu-tzuoo     | 6:3, 7:65       |
| 15. | 29. Juni 2014     | Nanchang    | Hartplatz   | Blaž Kavčič        | 6:3, 2:6, 7:63  |
| 16. | 23. November 2014 | Toyota (2)  | Teppich (i) | Tatsuma Itō        | 6:4, 7:5        |
| 17. | 17. Mai 2015      | Seoul       | Hartplatz   | Chung Hyeon        | 3:6, 6:3, 6:3   |
| 18. | 17. Juli 2016     | Winnipeg    | Hartplatz   | Blaž Kavčič        | 6:74, 6:4, 6:2  |

### Doppel

#### Turniersiege
| Nr. | Datum             | Turnier  | Belag     | Partner      | Finalgegner                       | Ergebnis          |
| --- | ----------------- | -------- | --------- | ------------ | --------------------------------- | ----------------- |
| 1.  | 25. November 2007 | Yokohama | Hartplatz | Hiroki Kondō | Satoshi Iwabuchi Toshihide Matsui | 6:75, 6:3, [11:9] |